# 安东内拉·拉尼奥-隆齐
安东内拉·拉尼奥-隆齐（義大利語：Antonella Ragno-Lonzi，1940年6月6日—），意大利前女子击剑运动员。她曾代表意大利参加1960年、1964年、1968年和1972年夏季奥林匹克运动会击剑比赛。